# Arthenac
Arthenac é uma comuna francesa na região administrativa da Nova Aquitânia, no departamento de Charente-Maritime. Estende-se por uma área de 12,66 km². Em 2010 a comuna tinha 351 habitantes (densidade: 27,7 hab./km²).